# Limited Edition Sportscars
Limited Edition Sportscars war ein britischer Hersteller von Automobilen.

## Unternehmensgeschichte
Terry Walsh, der Fahrzeuge von GP, Jago Automotive und Automotive Designs & Developments vertrieb, gründete 1983 das Unternehmen in Warrington in der Grafschaft Cheshire. Er begann mit der Produktion von Automobilen und Kits. Der Markenname lautete Limited Edition. 1987 endete die Produktion. Insgesamt entstanden etwa 42 Exemplare.

## Fahrzeuge
Der Californian war ein VW-Buggy. Er ähnelte dem GP Buggy mit langem Radstand. Die Basis bildete wahlweise das Fahrgestell vom VW Käfer oder ein eigener Leiterrahmen. Zwischen 1983 und 1987 entstanden etwa 30 Exemplare. Der Baja Beetle basierte auf dem VW Käfer und war besonders im Heckbereich geändert. Das Fehlen von hinterer Stoßstange und Motorhaube ermöglichte den Blick auf den Motor im Heck. Bis 1984 entstanden etwa zwölf Exemplare.